# 마타의 성 요한

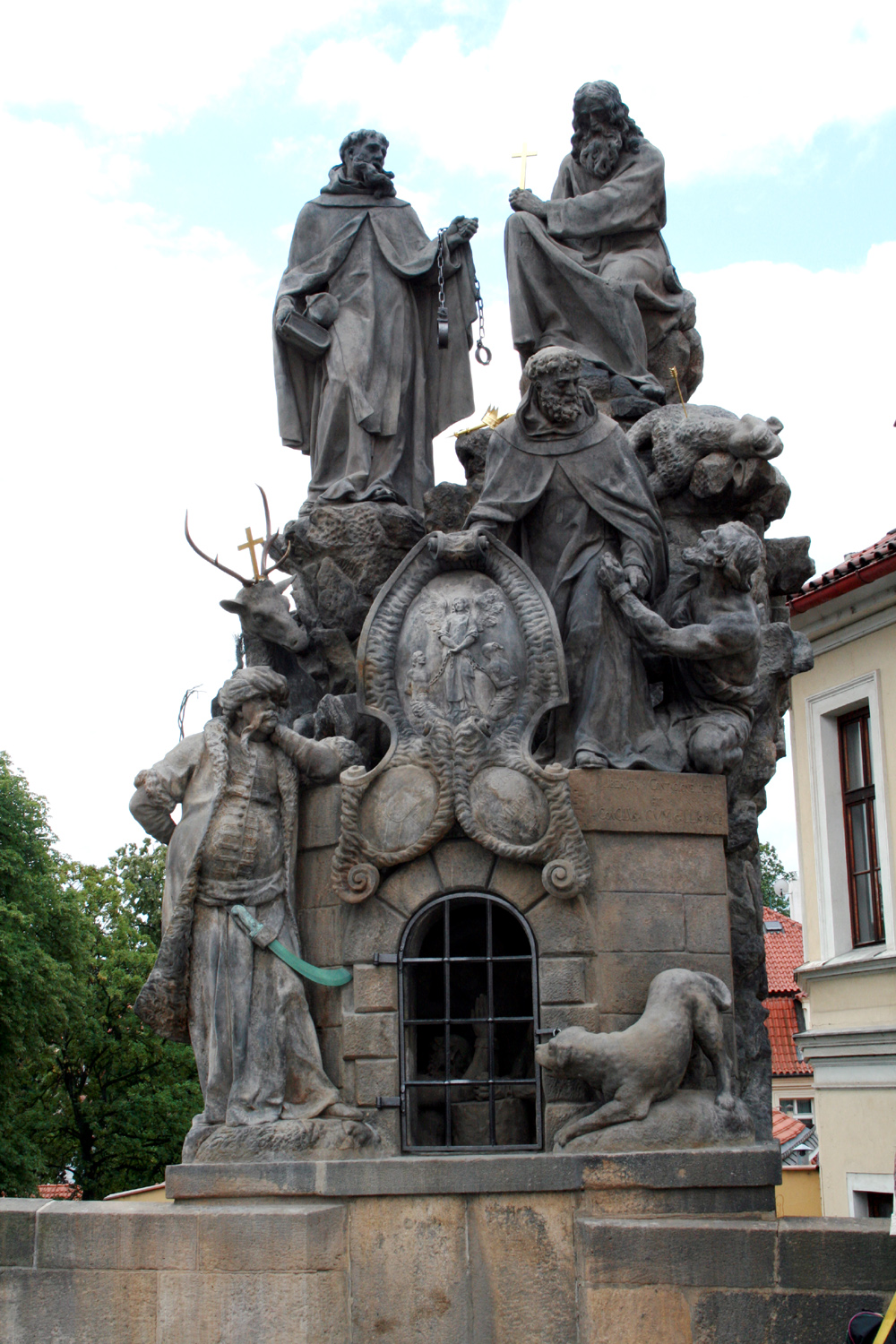

마타의 성 요한은 프랑스 프로벤사에 있는 포콩(Foucon)이라는 마을에서 태어났다. 로마 가톨릭 교회 수도자였으며 삼위일체 수도회의 창설자 성인이다. 마타의 성 요한은 발루아의 성 펠릭스와 함께 프랑스 파리에서 40km가량 떨어진 세르푸아에서 4년간의 기도와 공동체 생활을 지낸 뒤, 삼위일체 수도회 (삼위일체 하느님과 노예들의 집)를 창설하였다. 성인의 유해는 스페인의 살라망카에 있으며 1666년 10월 21에 성인품에 올랐으며, 축일은 12월 17일이다.

## 같이 보기
- 발루아의 성 펠릭스